# Munna aculeata
Munna aculeata är en kräftdjursart som beskrevs av Sivertsen och Lipke Bijdeley Holthuis 1980. Munna aculeata ingår i släktet Munna och familjen Munnidae. Inga underarter finns listade i Catalogue of Life.